# Вівця (геральдика)
Вівця (фр. mouton) — природна геральдична гербова фігура. За словами Олександра Лакієура, у геральдиці «Вівця символізує лагідність і сільське життя».
Агнець (лат. agnus) — ягня, біблійна і християнська жертовна тварина, одне з алегоричних зображень Христа, символ чистоти, чистої, непорочної жертви — «Агнець Божий». У християнській, особливо в католицькій, символіці — символ християнства. Тому баранчик — емблема невинності, непорочності, лагідності і доброти. За наявності супутніх атрибутів зображення агнця можуть мати різні значення: агнець з хрестом (страждання, смерть), агнець з хоругвою, що йде вправо (перемога), агнець на книзі (Євангеліє).
Починаючи з античної епохи, в країнах  Європи зображення «золотого руна» — шкури барана з головою, стало символом найвищої цінності. Орден Золотого руна — династичний орден, одна з найдавніших і найпочесніших європейських нагород.
У родових гербах українського дворянства зображення барана, що крокує (з піднятою передньою ногою) — як правило, промовистий герб відповідного прізвища (Баранов, Баранський, Баранецький, Барановський).

## Галерея

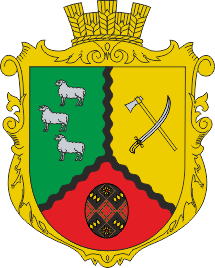
Герб села Чорний Потік (Надвірнянський район)
Юноша (герб)
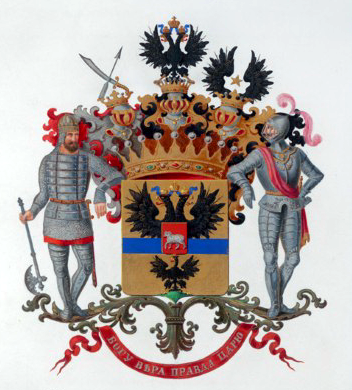
Герб графів Баранових
Герб муніципалітету Андорра (Теруель)
Герб громади Вільдберг (Цюрих)
Герб Іспанських Бурбонів з ланцюгом ордена Золотого руна